# Following
Following es un largometraje independiente británica de suspenso y crimen de 1998, es el primer largometraje del cineasta Christopher Nolan rodado íntegramente en blanco y negro. Esta película con la que Nolan debutó tuvo tan sólo un presupuesto de 6000 dólares, y fue rodada en 16 milímetros. De 69 minutos de duración.

## Argumento
Un escritor joven desempleado suele seguir a la gente en las calles de Londres, posiblemente para encontrar inspiración para su ópera prima. Al principio, él se plantea reglas estrictas en lo referente a quien debe seguir, y por cuanto tiempo, pero pronto lo descarta al enfocarse en seguir a un hombre bien entrenado y apuesto. Este, una vez que cae en la cuenta de que lo están siguiendo, lo confronta de manera rápida  y se presenta a sí mismo como Cobb. Él le revela que es un ladrón e invita al escritor (le dice que su nombre es Billy) a acompañarlo en varios de sus robos. El material hurtado parece importarle poco a Cobb. Disfruta más buscando los objetos personales de los dueños de la casa que robar cosas de valor. Él explica que su verdadera pasión es llevar a sus víctimas a una catarsis mediante el asombro que les produce el hecho de haber sido robados. Resume su actitud así: "Tu te lo llevas, y les obligas a plantearse por qué lo tienen". 
El escritor se muestra emocionado por el estilo de vida de Cobb. Tanto es así, que intenta robar él por su cuenta, mientras que Cobb lo alienta y aconseja. A sugerencia de Cobb, él cambia su apariencia, cortándose el cabello y vistiendo un traje negro, además de adoptar el nombre de Daniel Lloyd, basado en la tarjeta de crédito que Cobb le dio, y comienza a tener una relación con una mujer rubia a la cual él y Cobb le habían robado en su casa hacía tiempo. La mujer resulta ser la novia de un gánster de poca monta (conocido como el "Calvo"), con quien ella había terminado después de que encontrase a un hombre muerto en su vivienda. Pronto, la chica le confía al escritor que su exnovio está chantajeándola con unas fotos que la incriminan en el delito cometido en su casa. Este, irrumpe en la caja fuerte del gánster, pero es atrapado en el acto por un hombre desconocido. Golpea al desconocido con un martillo y huye con las fotos y el dinero del gánster. Al regresar a su apartamento, descubrió que las fotos sólo eran fotografías inofensivas. 
Al pedirle explicaciones a la chica, el escritor se entera de que ella y Cobb han estado trabajando juntos para manipularlo y hacer que imitara el modus operandi de Cobb a conciencia. Ella le dice que Cobb había descubierto el cuerpo de una mujer asesinada durante uno de sus robos y está tratando de desviar las sospechas de sí mismo, haciendo que parezca como que si otros ladrones compartieran su modus operandi.
El escritor la deja y va a la policía. La mujer rubia le cuenta su éxito a Cobb, quien luego revela que actualmente trabaja para el gánster. La historia acerca de la mujer asesinada era parte de un complot para atrapar tanto al escritor como a la mujer rubia: ella ha estado chantajeando al gánster con la evidencia del asesinato ocurrido en su apartamento, y él quiere su asesinato de tal manera que no se vincule a él. Cobb golpea a la mujer hasta matarla con el mismo martillo afilado que el escritor usó durante el robo perpetrado al gánster y lo deja en la escena. La policía, comprobando la historia confesada por el escritor, encuentran a la mujer muerta y el martillo afilado con las huellas dactilares del escritor. Así se le involucra en el asesinato de la mujer. Mientras tanto, Cobb, desaparece entre la muchedumbre.

## Reparto
- Jeremy Theobald como The Young Man.

- Alex Haw como Cobb.

- Lucy Russell como The Blonde.

- John Nolan como The Policeman.

- Dick Bradsell como The Bald Guy.

- Gillian El-Kadi como Home Owner.

- Jennifer Angel como Waitress.

- Nicolas Carlotti como Barman.

- Darren Ormandy como Accountant.

- Guy Greenway como Heavy #1.

- Tassos Stevens como Heavy #2.

## Curiosidades
- El hombre que sigue el personaje principal al principio y posteriormente acompaña en sus actos vandálicos se llama Cobb, nombre que también Christopher Nolan daría a su personaje principal de su película de 2010 Inception encarnado por Leonardo DiCaprio.

- La puerta del apartamento del personaje principal tiene una calcomanía con el logo de Batman, años más tarde Christopher Nolan dirigiría y co escribiria una trilogía de dicho personaje.

- Jeremy Theobald actor que encarna al personaje principal aparece brevemente en la también película de Christopher Nolan Batman Begins encarnando a un empleado del sistema de aguas de Gotham City.
- Jeremy Theobald no es actor de tiempo completo. Solo trabaja como tal para Christopher Nolan.